# Forte Sangallo
Forte Sangallo é uma fortaleza na histórica cidade de Nettuno, no sul de Roma. É uma estrutura com uma base quadrada com quatro baluartes, cercado por um fosso em todos os lados, exceto olhando para o mar. A fortaleza é um destino turístico muito popular. Muito bem preservada, está localizada no centro medieval da cidade de Nettuno.

## História
Forte Sangallo foi construída em 1501 pelo Papa Alexandre VI e seu filho César Bórgia. O projeto é atribuído ao grande arquiteto renascentista Antonio da Sangallo, um especialista em fortificações militares. Uma ponte levadiça dá acesso ao pátio interno agraciado por uma arcada de arcos de volta perfeita. A missão do Forte Sangallo foi de defender a cidade de um possível ataque por mar: Nettuno, na época, foi considerada o "celeiro do Lácio".
Depois da família Bórgia, Forte Sangallo passou para a família Colonna, em seguida para a Câmara Apostólica e desde o século XIX à família Borghese. Em 1931, o forte pertenceu ao barão Fassini. Entre seus hóspedes, la fortaleza tivera a regina  Maria e a princesa Helena da Roménia (1931). Hoje a fortaleza, desde 1991, pertence à cidade de Nettuno. Forte Sangallo também abriga o Museu do desembarco dos Aliados. 
No Forte Sangallo a Prefeitura de Nettuno organiza conferências e exposições de arte contemporânea.